# Кастел дел Пиано
Кастѐл дел Пиа̀но (на италиански: Castel del Piano) е малко градче и община в централна Италия, провинция Гросето, регион Тоскана. Разположено е на 637 m надморска височина. Населението на общината е 4667 души (към 2013 г.).